# Cleaver Family Reunion
Pour plus de détails, voir Fiche technique et Distribution.
Cleaver Family Reunion est un film américain écrit et réalisé par H. M. Coakley, sorti en 2013. Il met en vedettes dans les rôles principaux Trae Ireland, Sandy Simmons et Efé.

## Synopsis
Lors de leurs retrouvailles estivales, les membres d’une famille afro-américaine dysfonctionnelle règlent leurs différends après une série de mésaventures hilarantes,.

## Distribution
- Sandy Simmons : Stacy
- Tamara Goodwin : Khadijah Cleaver
- Arthur Richardson : Popp Cleaver
- Rachel Alig : Amanda Castleberry
- Melvin Gregg : William Cleaver
- Dylan Synclaire : Harry Cleaver
- Kevin Yarbrough : Nippy Cleaver
- Justine Herron : Sunshine
- Tammi Rashonda : Gina
- Erin Michelle : Lorna Evans
- Jonathan Nation : Officier de police
- Diane Chambers : Mabel
- Fredrick Burns : George Cleaver
- Trae Ireland : James Cleaver
- Efe : Grandma Bertha[2]
- Vonte : Pokey
- Topher Colbert : Alex
- Celestial : Audrey
- Taylor Mosby : Shauna[1]

## Production
Le tournage a eu lieu à Los Angeles, en Californie, aux États-Unis. Le film est sorti le 29 mars 2013 aux États-Unis, son pays d’origine.

## Réception critique
Cleaver Family Reunion recueille un score d’audience de 50% sur Rotten Tomatoes.